# Prévenchères
Ne doit pas être confondu avec Pervenchères.
Prévenchères est une commune française, située dans l'est du département de la Lozère en région Occitanie.
Exposée à un climat méditerranéen, elle est drainée par le Chassezac, la Borne, l'Altier, le ruisseau de Malaval, le ruisseau de Bournet, le ruisseau de Fustugères, le ruisseau de Roujamel et par divers autres petits cours d'eau. Incluse dans les Cévennes, la commune possède un patrimoine naturel remarquable :  un espace protégé (le « géoparc des monts d'Ardèche ») et deux zones naturelles d'intérêt écologique, faunistique et floristique.
Prévenchères est une commune rurale qui compte 270 habitants en 2022, après avoir connu un pic de population de 1 068 habitants en 1831.  Ses habitants sont appelés les Prévenchérois ou  Prévenchéroises.

## Géographie

### Localisation
Prévenchères est située à 14 kilomètres de Villefort dans la vallée du Chassezac à une altitude moyenne de 800 mètres. Elle est limitrophe du département de l'Ardèche.
La commune s'étend sur 14 kilomètres du nord au sud et de 10 kilomètres de l'ouest à l'est. La commune se situe sur la Voie Regordane, également appelée Chemin de Saint-Gilles.

### Communes limitrophes
Les communes limitrophes sont  Altier, La Bastide-Puylaurent, Mont Lozère et Goulet, Montselgues, Pied-de-Borne, Pourcharesses, Saint-Laurent-les-Bains-Laval-d'Aurelle et Villefort.
| La Bastide-Puylaurent | Saint-Laurent-les-Bains-Laval-d'Aurelle (Ardèche) |                       |
| Mont Lozère et Goulet | Prévenchères                                      | Montselgues (Ardèche) |
| Altier, Pourcharesses | Villefort                                         | Pied-de-Borne         |

### Hydrographie
Le Chassezac traverse la commune de Prévenchères.

### Voies de communication et transports
Le village possédait une gare de chemin de fer assurant un service voyageur sur la ligne des Cévennes. Celle-ci est fermée aux voyageurs et au fret depuis les années 1990.

### Climat
Pour des articles plus généraux, voir Climat de l'Occitanie et Climat de la Lozère.
En 2010, le climat de la commune est de type climat méditerranéen altéré, selon une étude s'appuyant sur une série de données couvrant la période 1971-2000. En 2020, Météo-France publie une typologie des climats de la France métropolitaine dans laquelle la commune est exposée à un climat de montagne ou de marges de montagne et est dans la région climatique Sud-est du Massif Central, caractérisée par une pluviométrie annuelle de 1 000 à 1 500 mm, minimale en été, maximale en automne.
Pour la période 1971-2000, la température annuelle moyenne est de 8,9 °C, avec une amplitude thermique annuelle de 16 °C. Le cumul annuel moyen de précipitations est de 1 173 mm, avec 9,1 jours de précipitations en janvier et 5,4 jours en juillet. Pour la période 1991-2020, la température moyenne annuelle observée sur la station météorologique la plus proche, située sur la commune d'Altier à 6 km à vol d'oiseau, est de 10,5 °C et le cumul annuel moyen de précipitations est de 1 183,6 mm,. Pour l'avenir, les paramètres climatiques de la commune estimés pour 2050 selon différents scénarios d'émission de gaz à effet de serre sont consultables sur un site dédié publié par Météo-France en novembre 2022.

### Milieux naturels et biodiversité

#### Espaces protégés
La protection réglementaire est le mode d’intervention le plus fort pour préserver des espaces naturels remarquables et leur biodiversité associée,.
La commune est dans le périmètre du « géoparc des monts d'Ardèche », classé Géoparc en septembre 2014 et appartenant dès lors au réseau mondial des Géoparcs, soutenu par l’UNESCO,.
La commune fait partie de la zone de transition des Cévennes, un territoire d'une superficie de 116 032 ha reconnu réserve de biosphère par l'UNESCO en 1985 pour la mosaïque de milieux naturels qui la composent et qui abritent une biodiversité exceptionnelle, avec 2 400 espèces animales, 2 300 espèces

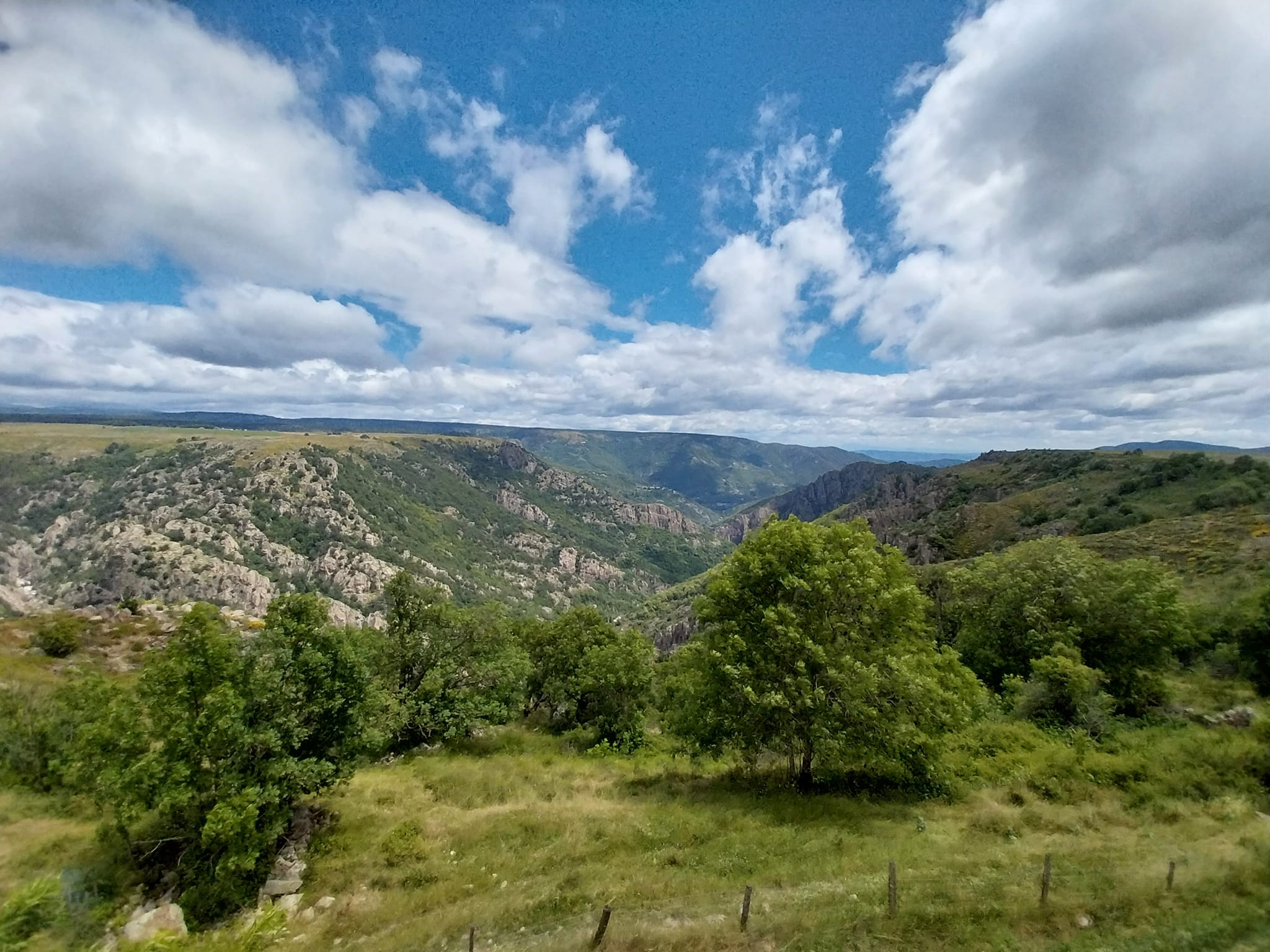
Gorges du Chassezac.

de plantes à fleurs et de fougères, auxquelles s’ajoutent d’innombrables mousses, lichens, champignons,.

#### Zones naturelles d'intérêt écologique, faunistique et floristique
L’inventaire des zones naturelles d'intérêt écologique, faunistique et floristique (ZNIEFF) a pour objectif de réaliser une couverture des zones les plus intéressantes sur le plan écologique, essentiellement dans la perspective d’améliorer la connaissance du patrimoine naturel national et de fournir aux différents décideurs un outil d’aide à la prise en compte de l’environnement dans l’aménagement du territoire.
Une ZNIEFF de type 1 est recensée sur la commune :
le « ruisseau de Chassezac entre Malvert et Prévenchères » (11 ha), couvrant 2 communes du département et une ZNIEFF de type 2, : 
les « gorges du Chazesac, de la Borne et de l'Altier » (5 809 ha), couvrant 7 communes dont deux dans le Gard et cinq dans la Lozère.

Cartes des ZNIEFF de type 1 et 2 à Prévenchères.
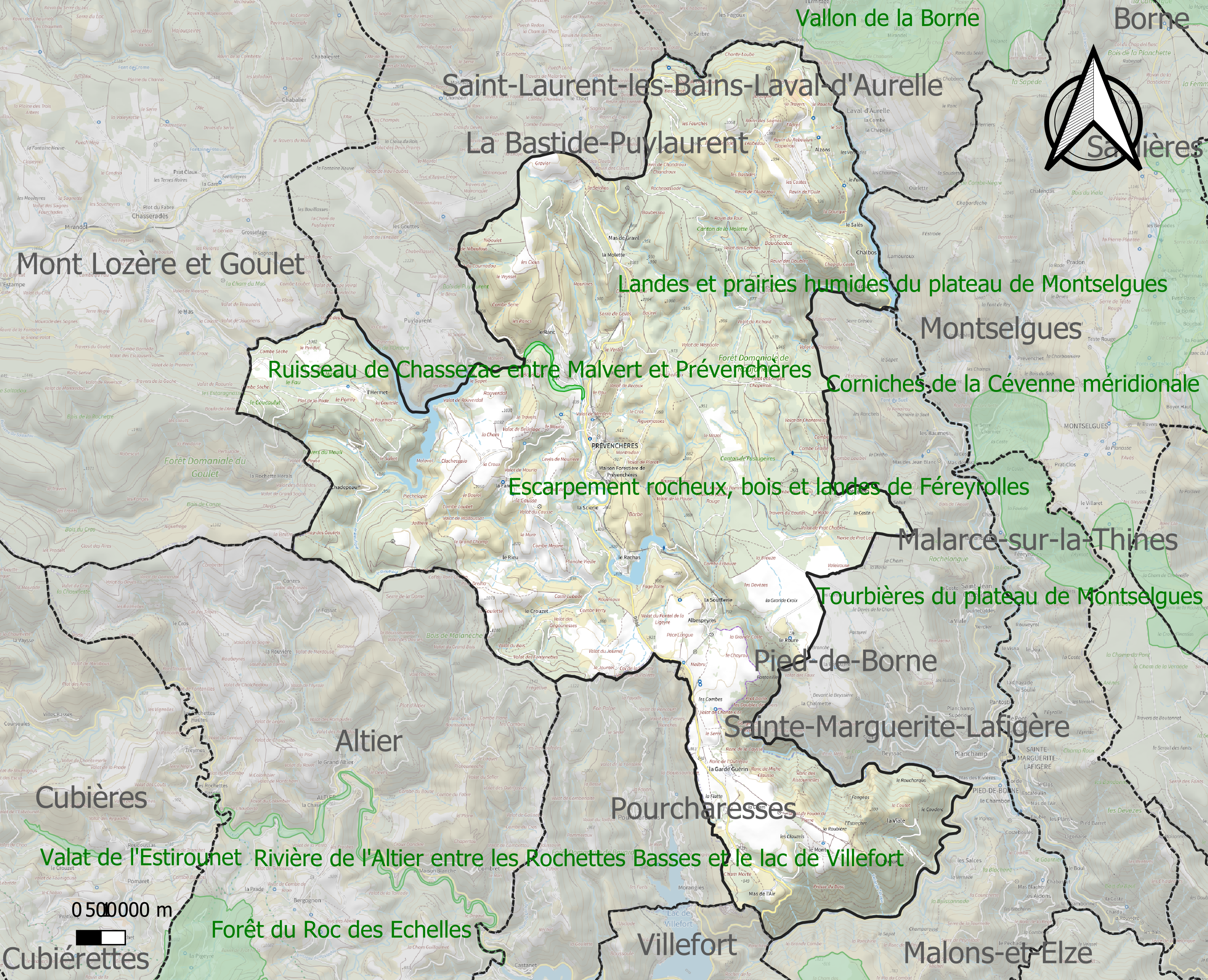
Carte de la ZNIEFF de type 1 sur la commune.
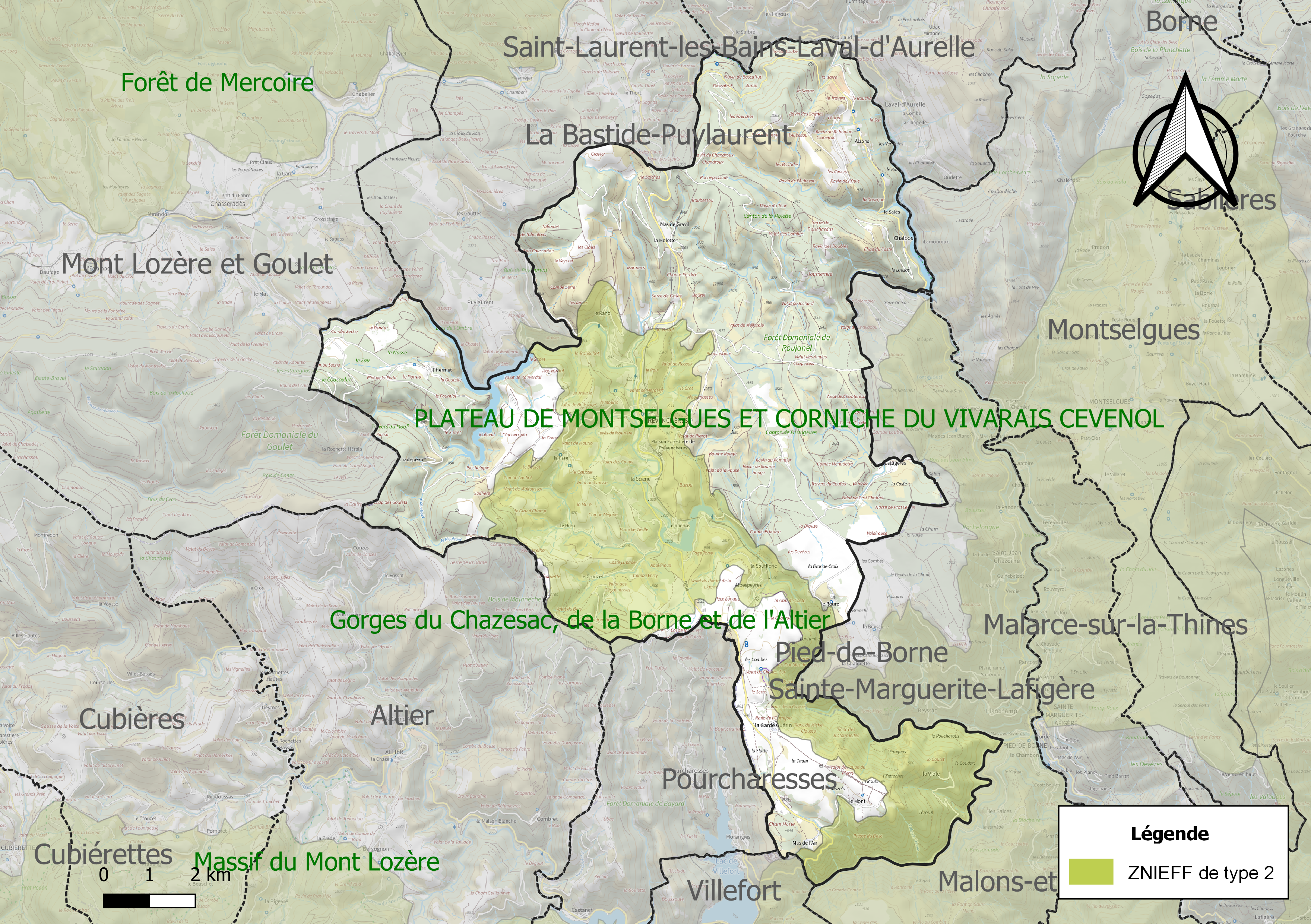
Carte de la ZNIEFF de type 2 sur la commune.

## Urbanisme

### Typologie
Au 1er janvier 2024, Prévenchères est catégorisée commune rurale à habitat dispersé, selon la nouvelle grille communale de densité à sept niveaux définie par l'Insee en 2022.
Elle est située hors unité urbaine et hors attraction des villes,.

### Occupation des sols
L'occupation des sols de la commune, telle qu'elle ressort de la base de données européenne d’occupation biophysique des sols Corine Land Cover (CLC), est marquée par l'importance des forêts et milieux semi-naturels (92,1 % en 2018), en diminution par rapport à 1990 (94 %). La répartition détaillée en 2018 est la suivante : 
forêts (50,8 %), milieux à végétation arbustive et/ou herbacée (41,3 %), prairies (4,9 %), zones agricoles hétérogènes (2,6 %), eaux continentales (0,4 %). L'évolution de l’occupation des sols de la commune et de ses infrastructures peut être observée sur les différentes représentations cartographiques du territoire : la carte de Cassini (XVIIIe siècle), la carte d'état-major (1820-1866) et les cartes ou photos aériennes de l'IGN pour la période actuelle (1950 à aujourd'hui).

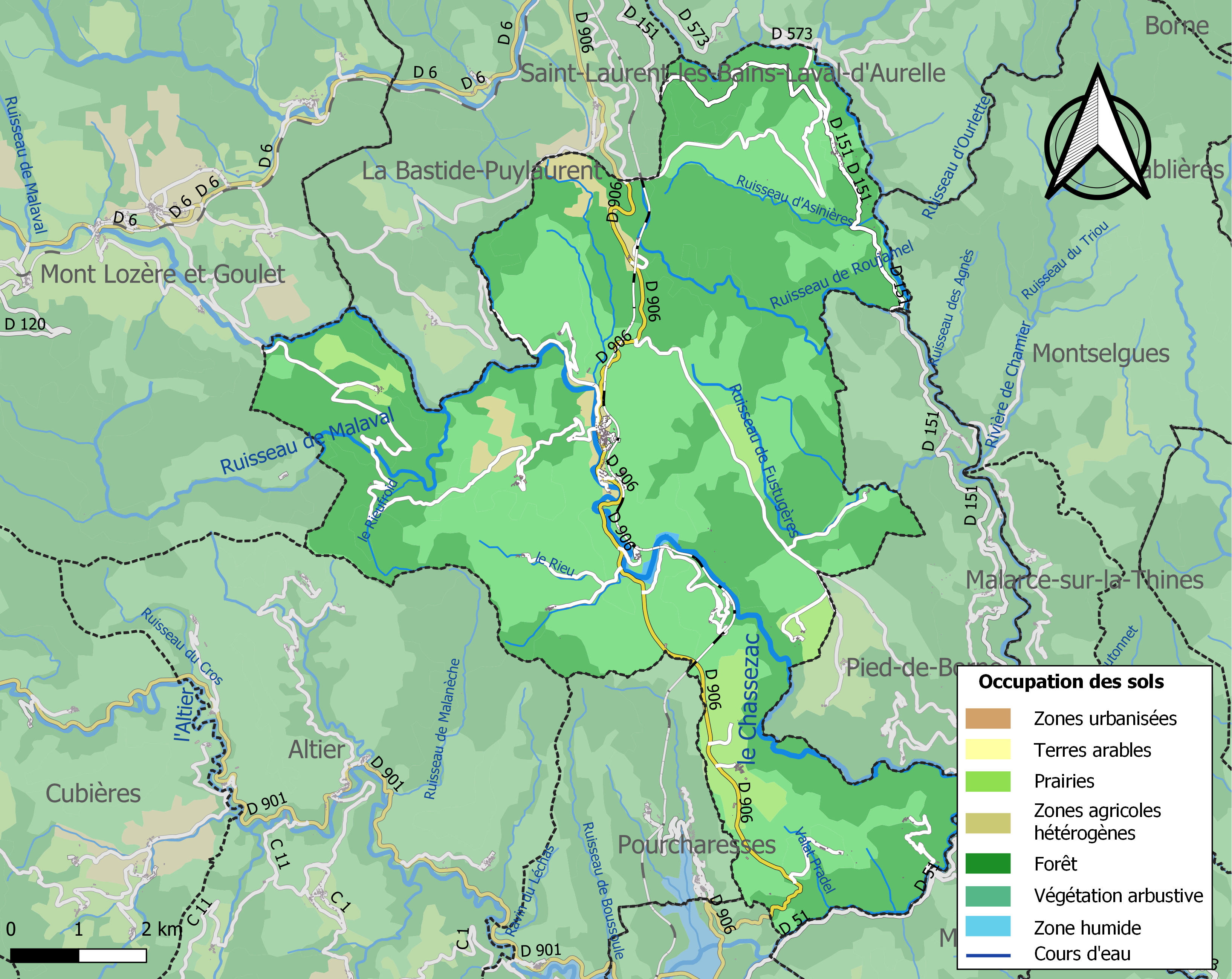
Carte des infrastructures et de l'occupation des sols de la commune en 2018 (CLC).

### Risques majeurs
Le territoire de la commune de Prévenchères est vulnérable à différents aléas naturels : météorologiques (tempête, orage, neige, grand froid, canicule ou sécheresse), inondations, feux de forêts, mouvements de terrains et séisme (sismicité faible). Il est également exposé à un risque technologique, la rupture d'un barrage, et à un risque particulier : le risque de radon. Un site publié par le BRGM permet d'évaluer simplement et rapidement les risques d'un bien localisé soit par son adresse soit par le numéro de sa parcelle.

#### Risques naturels
Certaines parties du territoire communal sont susceptibles d’être affectées par le risque d’inondation par débordement de cours d'eau, notamment le Chassezac, la Borne, l'Altier et le ruisseau de Malaval. La commune a été reconnue en état de catastrophe naturelle au titre des dommages causés par les inondations et coulées de boue survenues en 1982, 1992, 1994, 1996, 2008, 2014 et 2020,.
Prévenchères est exposée au risque de feu de forêt. Un plan départemental de protection des forêts contre les incendies (PDPFCI) a été approuvé en décembre 2014 pour la période 2014-2023. Les mesures individuelles de prévention contre les incendies sont précisées par divers arrêtés préfectoraux et s’appliquent dans les zones exposées aux incendies de forêt et à moins de 200 mètres de celles-ci. L’arrêté du 23 mars 2018, complété par un arrêté de 2020, réglemente l'emploi du feu en interdisant notamment d’apporter du feu, de fumer et de jeter des mégots de cigarette dans les espaces sensibles et sur les voies qui les traversent sous peine de sanctions. L'arrêté du 23 août 2021, abrogeant un arrêté de 2002, rend le débroussaillement obligatoire, incombant au propriétaire ou ayant droit,,.

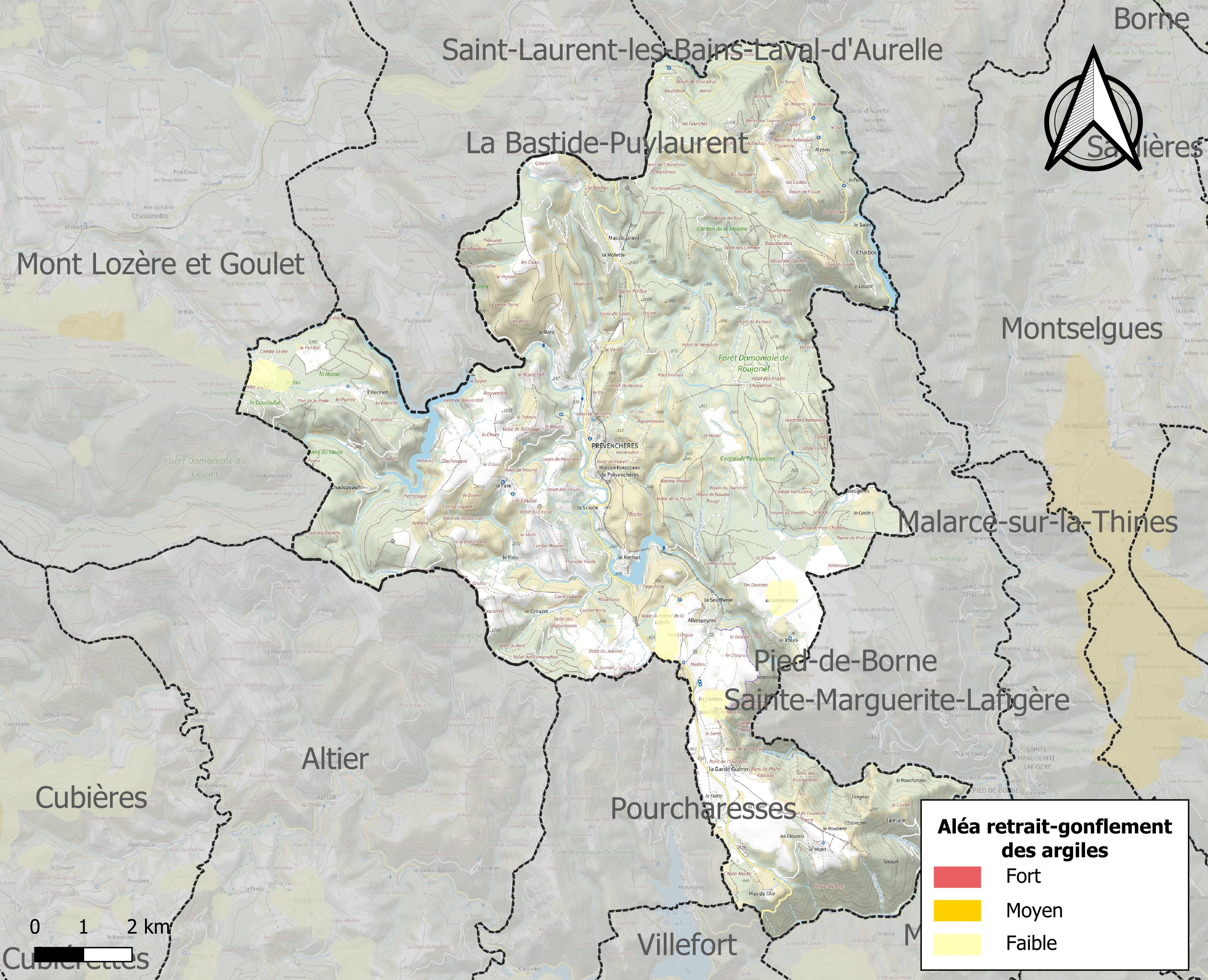
Carte des zones d'aléa retrait-gonflement des sols argileux de Prévenchères.

Les mouvements de terrains susceptibles de se produire sur la commune sont des éboulements, chutes de pierres et de blocs et des glissements de terrain.
Le retrait-gonflement des sols argileux est susceptible d'engendrer des dommages importants aux bâtiments en cas d’alternance de périodes de sécheresse et de pluie. Aucune partie du territoire de la commune n'est en aléa moyen ou fort (15,8 % au niveau départemental et 48,5 % au niveau national). Sur les 274 bâtiments dénombrés sur la commune en 2019,  aucun n'est en aléa moyen ou fort, à comparer aux 14 % au niveau départemental et 54 % au niveau national. Une cartographie de l'exposition du territoire national au retrait gonflement des sols argileux est disponible sur le site du BRGM,.
Par ailleurs, afin de mieux appréhender le risque d’affaissement de terrain, l'inventaire national des cavités souterraines permet de localiser celles situées sur la commune.

#### Risques technologiques
La commune est en outre située en aval du barrage du Charpal, un ouvrage de classe B. À ce titre elle est susceptible d’être touchée par l’onde de submersion consécutive à la rupture d'un de ces ouvrages.

#### Risque particulier
Dans plusieurs parties du territoire national, le radon, accumulé dans certains logements ou autres locaux, peut constituer une source significative d’exposition de la population aux rayonnements ionisants. Certaines communes du département sont concernées par le risque radon à un niveau plus ou moins élevé. Selon la classification de 2018, la commune de Prévenchères est classée en zone 3, à savoir zone à potentiel radon significatif.

## Histoire
Prévenchères possédait déjà une église en 1119, mentionnée comme une propriété de l'abbaye de Saint Gilles. Au XIIIe siècle, les moines installent un prieuré attenant à l'église dans le bâtiment surnommé le château.
Les guerres de Religion n'ont pas épargné Prévenchères : en 1570, onze prêtres y sont tués ; en 1592, le hameau du Ranc est pillé.

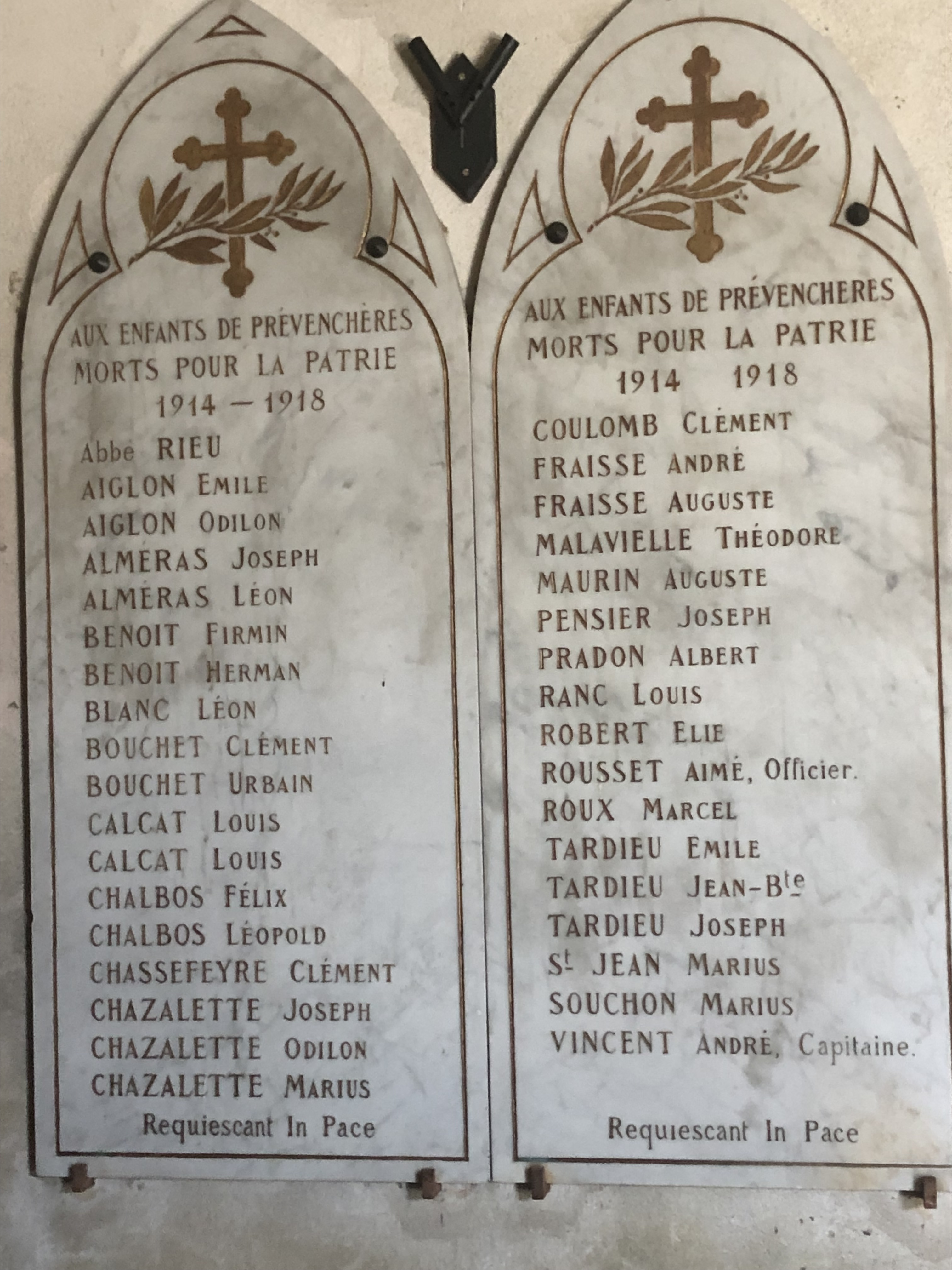
Église de Prèvenchères.

## Politique et administration
| Période | Période  | Identité            | Étiquette | Qualité           |
| ------- | -------- | ------------------- | --------- | ----------------- |
| 2001    | 2008     | Jean-Charles Brunel | UMP       |                   |
| 2008    | 2020     | Gérard Landrieu     |           |                   |
| 2020    | En cours | Olivier Maurin      |           | Éleveur de brebis |

## Population et société

### Démographie
L'évolution du nombre d'habitants est connue à travers les recensements de la population effectués dans la commune depuis 1793. Pour les communes de moins de 10 000 habitants, une enquête de recensement portant sur toute la population est réalisée tous les cinq ans, les populations de référence des années intermédiaires étant quant à elles estimées par interpolation ou extrapolation. Pour la commune, le premier recensement exhaustif entrant dans le cadre du nouveau dispositif a été réalisé en 2006.

En 2022, la commune comptait 270 habitants, en évolution de +5,47 % par rapport à 2016 (Lozère : +0,11 %, France hors Mayotte : +2,11 %).
| 1793 | 1800 | 1806 | 1821  | 1831  | 1836  | 1841 | 1846 | 1851  |
| ---- | ---- | ---- | ----- | ----- | ----- | ---- | ---- | ----- |
| 990  | 991  | 803  | 1 012 | 1 068 | 1 018 | 990  | 920  | 1 019 |

| 1856 | 1861 | 1866 | 1872  | 1876 | 1881 | 1886  | 1891 | 1896 |
| ---- | ---- | ---- | ----- | ---- | ---- | ----- | ---- | ---- |
| 960  | 900  | 939  | 1 005 | 933  | 963  | 1 024 | 989  | 924  |

| 1901 | 1906 | 1911 | 1921 | 1926 | 1931 | 1936 | 1946 | 1954 |
| ---- | ---- | ---- | ---- | ---- | ---- | ---- | ---- | ---- |
| 889  | 831  | 751  | 746  | 679  | 665  | 662  | 551  | 465  |

| 1962 | 1968 | 1975 | 1982 | 1990 | 1999 | 2006 | 2011 | 2016 |
| ---- | ---- | ---- | ---- | ---- | ---- | ---- | ---- | ---- |
| 490  | 306  | 234  | 204  | 192  | 215  | 266  | 254  | 256  |

| 2021 | 2022 | - | - | - | - | - | - | - |
| ---- | ---- | - | - | - | - | - | - | - |
| 263  | 270  | - | - | - | - | - | - | - |

## Économie

### Revenus
En 2018, la commune compte 103 ménages fiscaux, regroupant environ 220 personnes. La médiane du revenu disponible par unité de consommation est de 18 870 € (20 420 € dans le département).

### Emploi
|                | 2008  | 2013  | 2018  |
| -------------- | ----- | ----- | ----- |
| Commune        | 3,8 % | 7 %   | 8,1 % |
| Département    | 5 %   | 6,4 % | 7,1 % |
| France entière | 8,3 % | 10 %  | 10 %  |

En 2018, la population âgée de 15 à 64 ans s'élève à 146 personnes, parmi lesquelles on compte 53,1 % d'actifs (45 % ayant un emploi et 8,1 % de chômeurs) et 46,9 % d'inactifs,. En  2018, le taux de chômage communal (au sens du recensement) des 15-64 ans est supérieur à celui du département, mais inférieur à celui de la France, alors qu'il était inférieur à celui du département et de la France en 2008.
La commune est hors attraction des villes,. Elle compte 85 emplois en 2018, contre 101 en 2013 et 81 en 2008. Le nombre d'actifs ayant un emploi résidant dans la commune est de 68, soit un indicateur de concentration d'emploi de 125,3 % et un taux d'activité parmi les 15 ans ou plus de 37,3 %.
Sur ces 68 actifs de 15 ans ou plus ayant un emploi, 41 travaillent dans la commune, soit 61 % des habitants. Pour se rendre au travail, 73,9 % des habitants utilisent un véhicule personnel ou de fonction à quatre roues, 1,4 % les transports en commun, 5,8 % s'y rendent en deux-roues, à vélo ou à pied et 18,8 % n'ont pas besoin de transport (travail au domicile).

## Culture locale et patrimoine

### Lieux et monuments
- L'église Saint-Pierre-et-Saint-Paul de Prévenchères de style roman à plan tréflé date du milieu du XIIe siècle ; à l'origine un clocher se trouvait au-dessus de la croisée ; il est remplacé par la suite par le clocher-mur actuel au-dessus de la façade[29]. L'édifice a été classé au titre des monuments historiques en 1931[34]. Plusieurs objets sont référencés dans la base Palissy (voir les notices liées)[34].
- La Garde-Guérin, un village fortifié rattaché à la commune de Prévenchères et labellisé par l'association Les Plus Beaux Villages de France.
- L'église Saint-Michel de La Garde-Guérin. L'édifice a été classé au titre des monuments historiques en 1928[35]. De nombreux objets sont référencés dans la base Palissy (voir les notices liées)[35].
- Le prieuré de Prévenchères.
- Le château du Roure.
- La gorge du Chassezac et son lac du Rachas, lac de barrage de l'E.D.F. au hameau du Rachas.

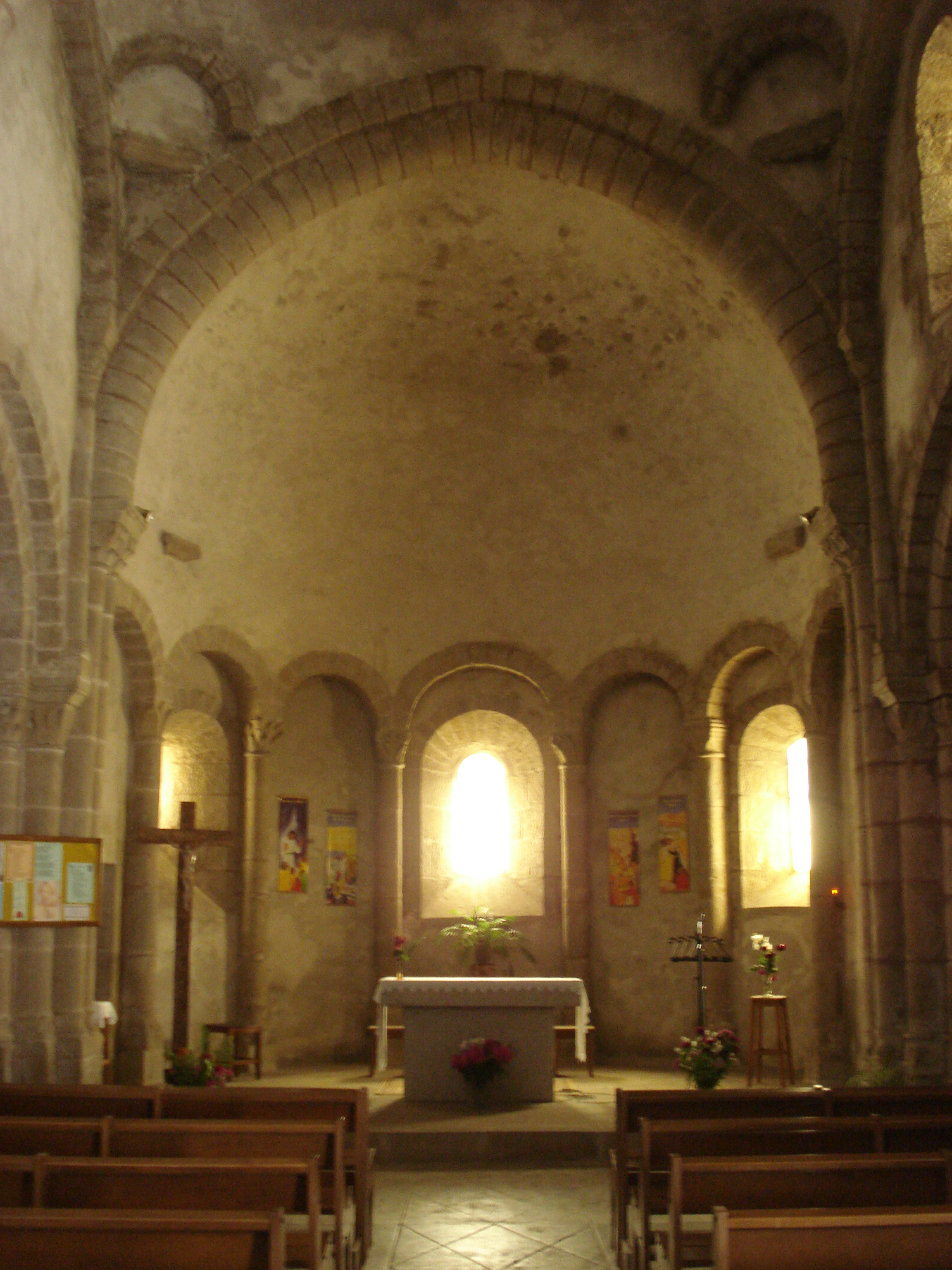
Prévenchères, intérieur de l'église.
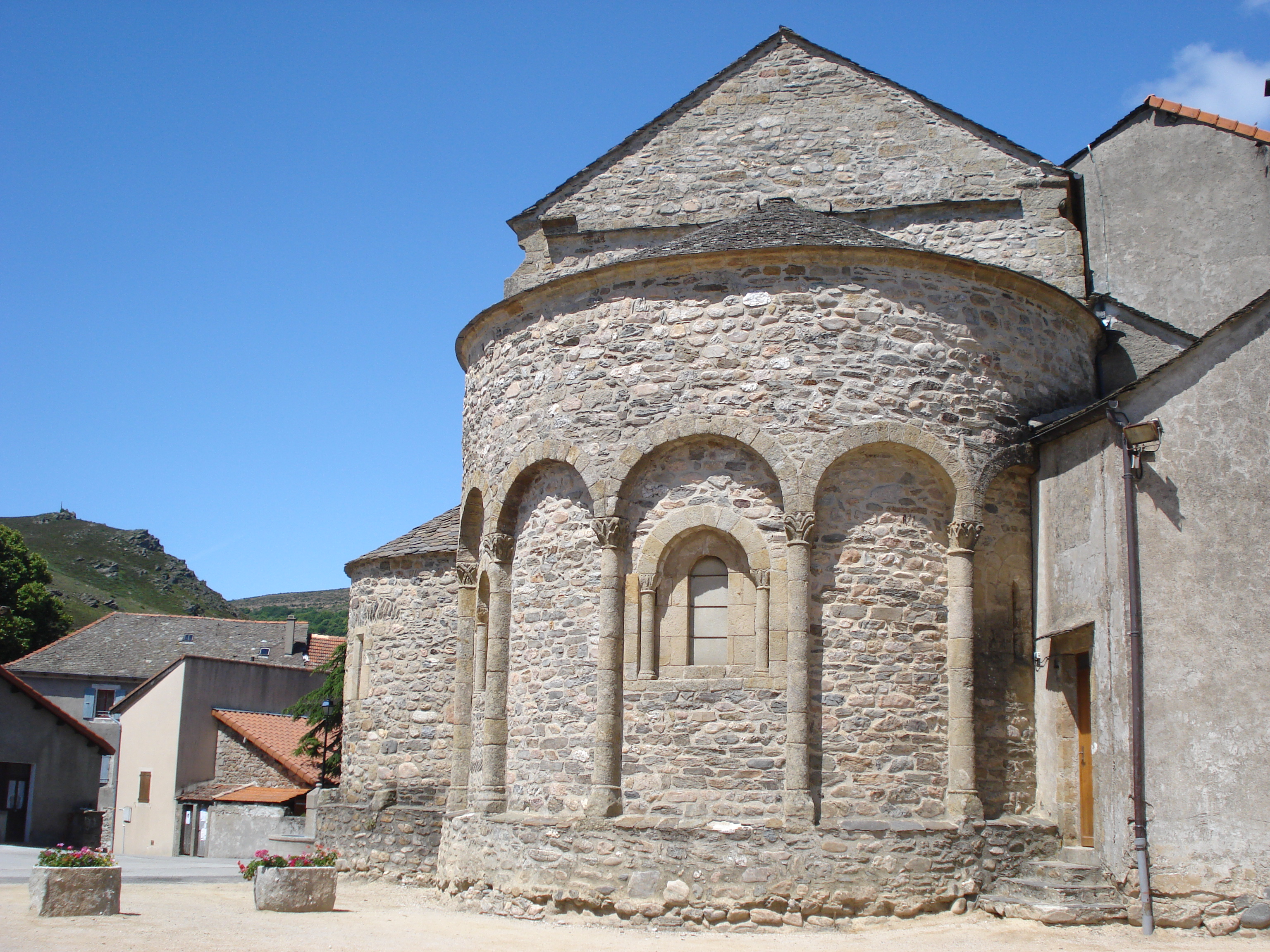
Prévenchères, chevet de l’église.
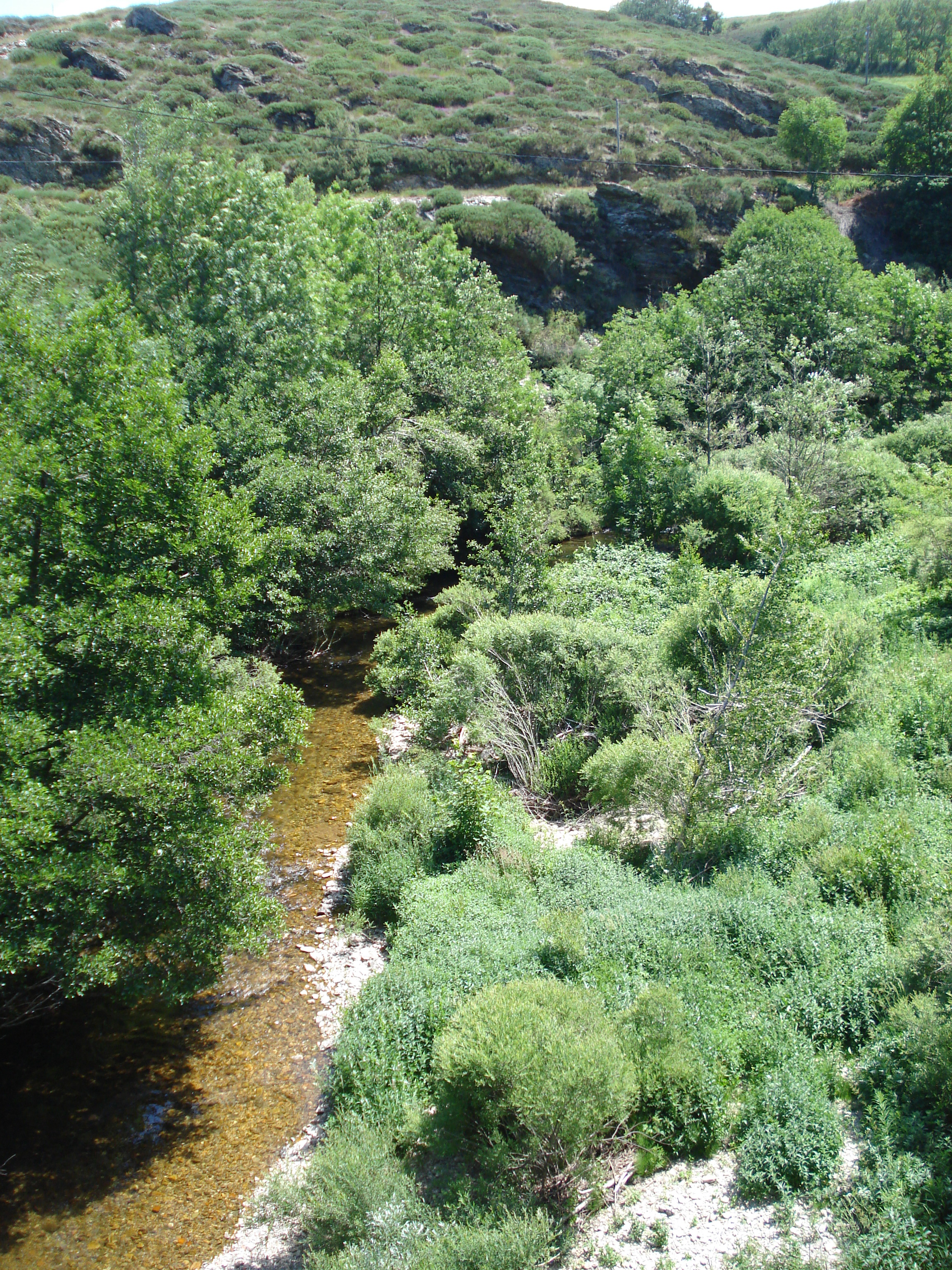
Gorge du Chassezac.
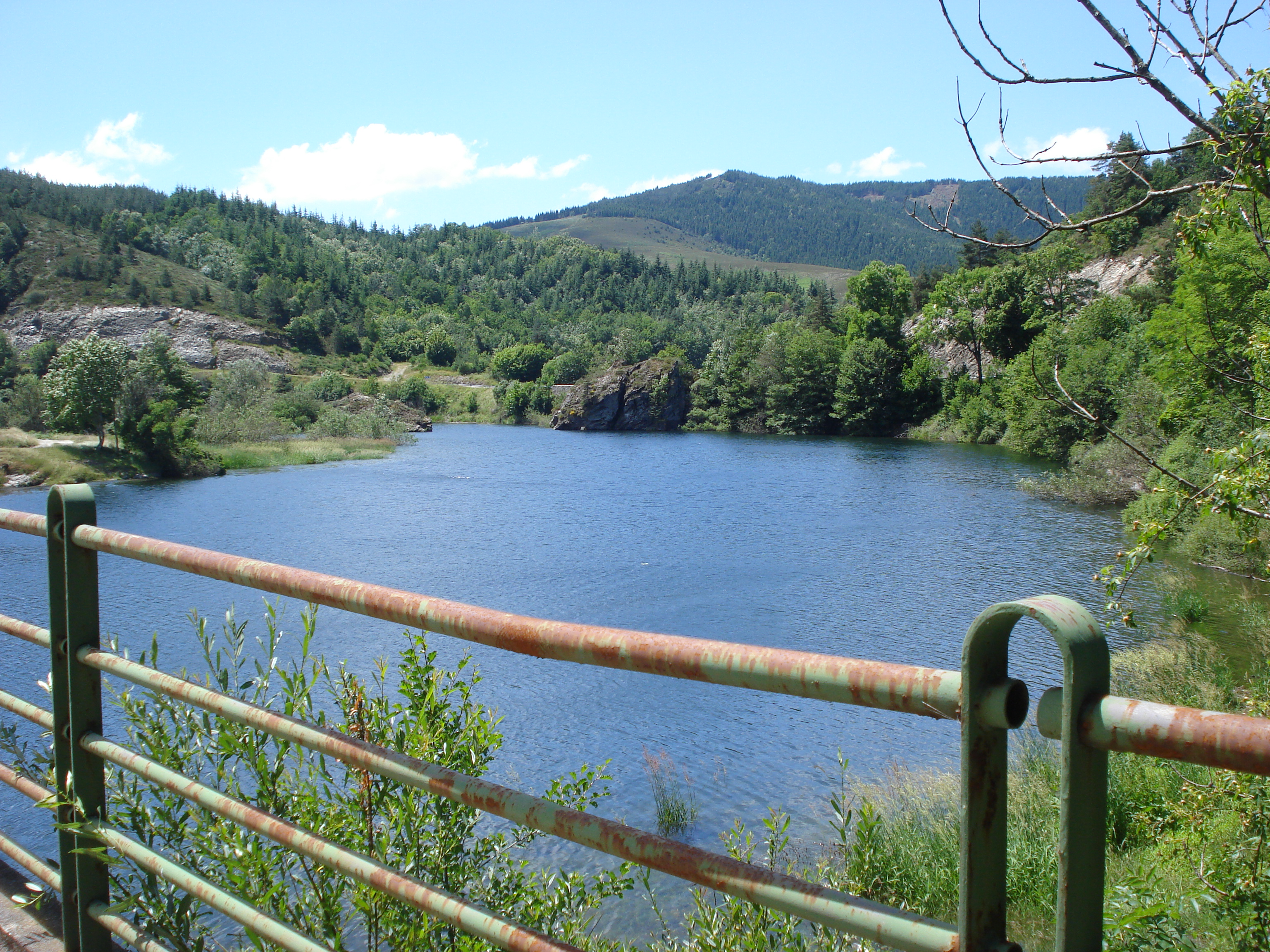
Lac du Rachas (lac de barrage du Chassezac).
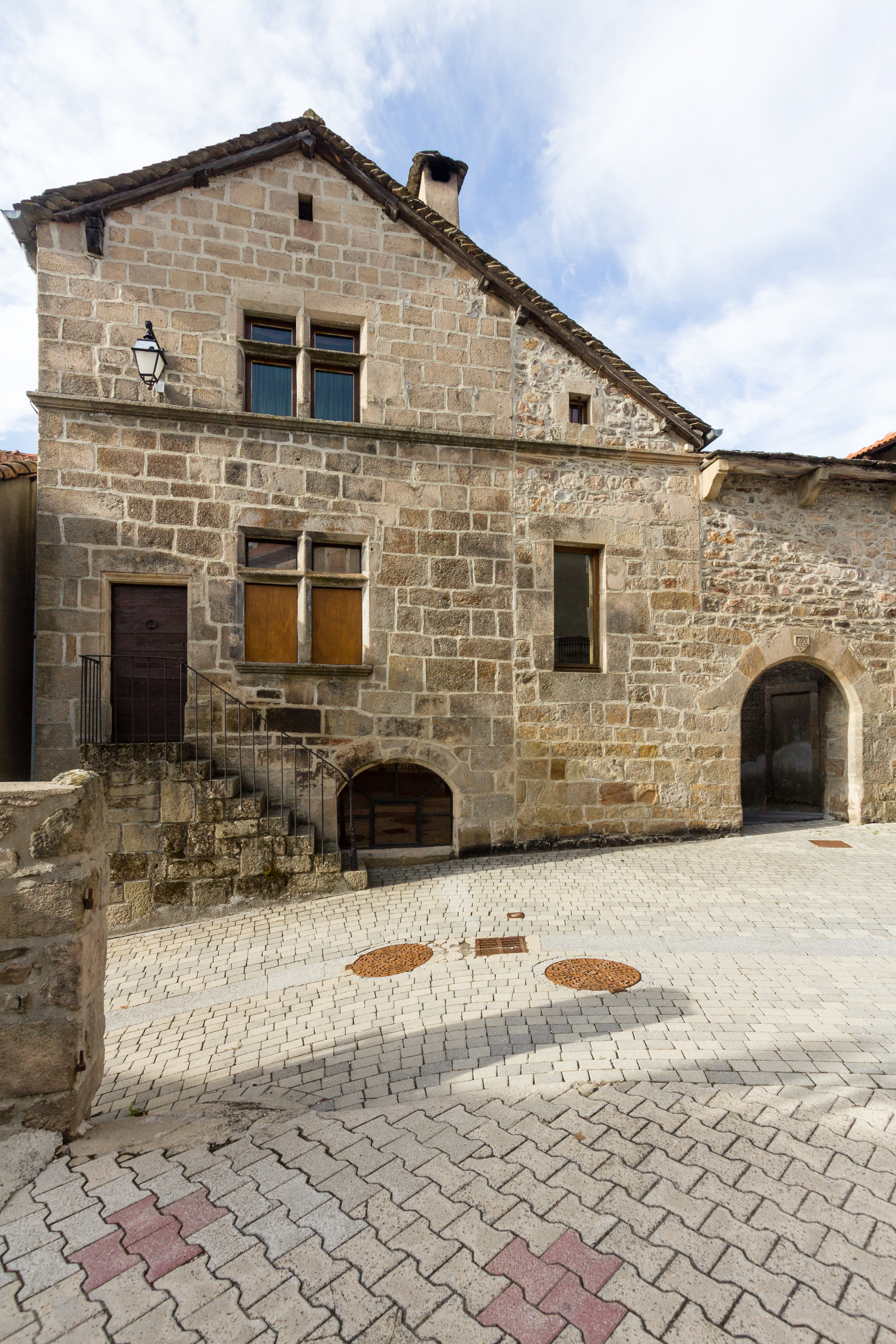
Une maison du XVIe siècle.

### Personnalités liées à la commune
- Gaucelin de La Garde, évêque de Lodève puis de Maguelone.
- Pons de La Garde, neveu du précédent, évêque de Mende (1367-1387).
- Pierre Blavi, cardinal de l'antipape Benoît XIII, mort en 1409.